# Санаторії в Україні

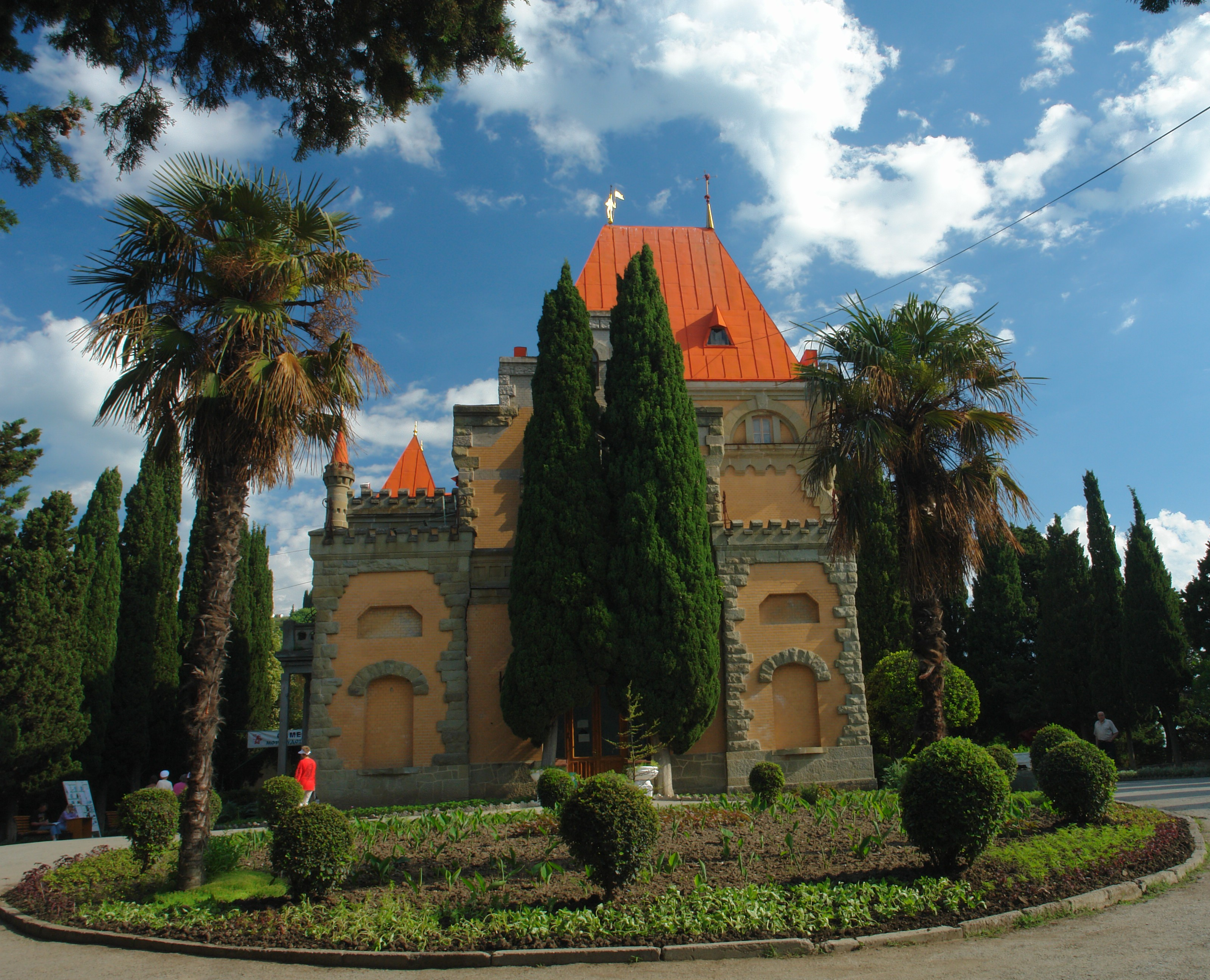
Палац княгині Гагаріної, с. Утьос, Крим.

Санаторії в Україні

## Історія
За царіату
До 1917 в Україні існував лише 21 приватний санаторій, які головним чином розташовувалися на березі Чорного моря та у лісових місцевостях. Досить розповсюджене було лікування та відпочинок у дачних місцевостях та приватних пансіонах.
Радянський період
Радянський уряд націоналізував санаторії і приватні відпочинкові місцевості та розбудував велику мережу санаторіїв. На 1 січня 1971 в Україні нараховувалось 451 санаторіїв для цілодобового перебування на 107 400 ліжок; 1966—1967 було 47 шкіл-санаторіїв. Керівництво санаторіями здійснюють з 1960 центральна, республіканська й територіальні ради профспілок через управління курортами; є також санаторії деяких відомств, організацій, підприємств, але більшість санаторіїв залишалась у руках держави (у 1961 з 2 077 санаторіїв лише 406 було у віданні профспілок).
Більшість санаторіїв використовується для лікування хворих на туберкульоз (близько 45 % всіх ліжок), близько 20 % всіх ліжок є в кардіологічних санаторіях, близько 10 % в санаторіях для нервово хворих.
Санаторіями користуються переважно упривілейовані прошарки населення за скеруванням профспілок (безкоштовно або з оплатою 30 %), але існують і платні санаторії для заможніших та чужинців. До санаторіїв південного берега Криму і Одеського курортного району (більшість з них є загально-союзного значення) скеровують для лікування багато хворих з-поза України.

## Найвідоміші санаторії України
- кліматичні — приморські південного берегу Криму (Алупка, Алушта, Гурзуф, Кореїз, Лівадія, Масандра, Місхор, Ореанда, Сімеїз, Феодосія, Ялта та їн.) — переважно для хворих на туберкульоз і кліматично-приморські Одеського району (Аркадія, Лермонтовський курорт, Чорноморка, Затока, Великий та Малий фонтани й ін.) — здебільшого для серцево-судинних хворих;
- лісові: Боярка, Ворзель, Пуща-Водиця, Соснівка, Ірпінь, Конча-Заспа, Святошине, Гадяч, Качанівка, Лещенівка, Святогорське, Токарі та ін.;
- гірські: Ворохта, Косів, Татарів, Яремче, й ін. (переважно для хворих на туберкульоз);
- бальнеологічні: Моршин, Трускавець («Алмаз», «Аркада», «Арніка», «Військовий», «Віктор», «Вернигора», «Дніпро-Бескид», «Карпати», «Конвалія», «Кристал», «Кришталевий палац», «Молдова», «Південний», «Перлина Прикарпаття», «Рубін», «Трускавець», «Шале Грааль», «Шахтар», «Янтар»), Синяк, Кваси, Черче, Шкло, В. Любінь, Березівські мінеральні води, Бердянське, Слов'янське, Миргород, «Псьол», Знам'янська обласна бальнеологічна лікарня та санаторій «Дениші»;
- грязьові: Немирів, Євпаторія, Саки, Бердянське, Гопри, Кирилівка, Куяльницький та Гаджибейський лимани, Слов'янське, Шаян: (Мінеральна вода Шаянська видобувається тут.) та ін.